# Walerian Pawlowitsch Prawduchin

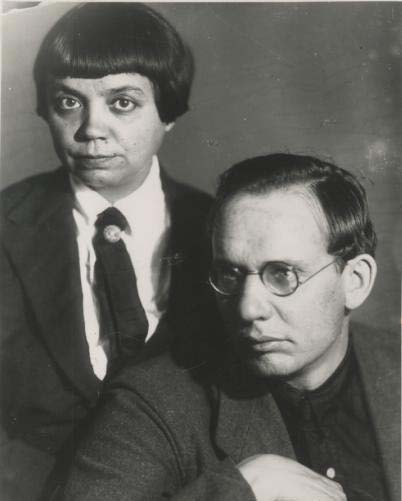
Seifullina und Prawduchin

Walerian Pawlowitsch Prawduchin (russisch Валериан Павлович Правдухин; * 21. Januarjul. / 2. Februar 1892greg. im Gouvernement Orenburg; † 28. August 1938) war ein sowjetischer Schriftsteller und Kritiker.
Prawduchin gründete 1921 die Literaturzeitschrift Sibirische Feuer. Er verfasste zusammen mit seiner Frau Lidija Seifullina zwei Theaterstücke und arbeitete eng mit Alexander Woronski zusammen. Walerian Prawduchin gehörte zur literarischen Gruppe Perewal (Gebirgspass), die unter Woronskis Einfluss stand und sich um 1923/24 gegründet hatte. Zu ihr gehörten sowohl Dichter, wie Michail Arkadjewitsch Swetlow oder Artjom Wessjoly, als auch Literaturkritiker wie Prawduchin selbst oder Iwan Iwanowitsch Katajew. Per Parteidekret wurde die Gruppe 1932 aufgelöst.
Als Literaturkritiker reklamierte er z. B. den rhetorischen Stil der zeitgenössischen Literatur im Falle Alexander Alexandrowitsch Fadejews Die Neunzehn, der seine Figuren mit Pathos überhöhen und ihnen alles Private nehmen würde, und verwies stattdessen auf Tolstois Vorzüge in diesen Dingen.
Prawduchin wurde Opfer der Stalinschen Säuberungen. 1937 wurde er als Trotzkist verhaftet und am 28. August 1938 erschossen.